# 弗蘭西斯科丹塔斯
弗蘭西斯科丹塔斯（葡萄牙語：Francisco Dantas）是巴西的城鎮，位於該國東北部，由北里約格朗德州負責管轄，始建於1963年，面積182平方公里，2010年人口2,874，人口密度每平方公里15.83人。